# Орос, Хуан Хосе
Хуан Хосе Орос Угальде (исп. Juan José Oroz Ugalde; род. 11 июля 1980, Памплона) — испанский шоссейный велогонщик, выступавший на профессиональном уровне в период 2006—2014 годов. Участник супермногодневок «Тур де Франс», «Джиро д’Италия» и «Вуэльта Испании», победитель и призёр различных менее престижных гонок на шоссе. Ныне — спортивный директор.

## Биография
Хуан Хосе Орос родился 11 июля 1980 года в городе Памплона автономного сообщества Наварра, Испания.
Впервые заявил о себе в 2002 году, заняв четвёртое место на «Вуэльте Саламанки». Год спустя отметился победой на «Мемориале Хосе Марии Ансы».
В 2005 году выиграл гонку «Байонна — Памплона», стал вторым на «Мемориале Кирило Сунсаррена» и «Пуэбла Альсасуа», третьим на «Сан-Грегорио Сария».
Дебютировал на профессиональном уровне в 2006 году, присоединившись к испанской команде Kaiku. Тем не менее, каких-либо значимых достижений здесь не добился, и в том же сезоне команда прекратила своё существование.
В 2007 году несколько месяцев провёл в Orbea, но вскоре перешёл в команду с лицензией ПроТура Euskaltel-Euskadi, в которой как раз образовалось вакантное место после ухода Роберто Лайсеки. 
В 2008 году принял участие в монументальной классике «Париж — Рубе», где стал единственным гонщиком из Euskaltel-Euskadi, сумевшим добраться до финиша. Также в этом сезоне впервые проехал супермногодневку «Тур де Франс», на двенадцатом этапе участвовал в отрыве вместе с Самуэлем Дюмуленом и Арно Жераром, заработав два очка спринтерской бонификации.
Вновь полностью проехал «Тур де Франс» в 2009 году, был близок к победе на одном из этапов «Вуэльты Андалусии», финишировав вторым, тогда как в генеральной классификации расположился на четвёртой строке. Показал седьмой результат в двухдневной гонке «Критериум Интернациональ».
В 2010 году впервые принял участие в «Вуэльте Испании», заняв в общем зачёте 56 место, а через год впервые стартовал на «Джиро д’Италия». Оставался в команде Euskaltel-Euskadi вплоть до её расформирования в 2013 году, выступив в общей сложности на десяти гранд-турах.
Вместе с товарищем по команде Пабло Уртасуном в 2014 году стал гонщиком чилийского клуба PinoRoad, однако клуб просуществовал всего несколько месяцев, и в итоге Орос оказался в испанской континентальной команде Burgos BH. Наиболее значимое достижение в этот период — победа на третьем этапе «Тура Кореи» с шестым местом в генеральной классификации. По окончании этого сезона принял решение завершить карьеру профессионального спортсмена.
Начиная с 2015 года Хуан Хосе Орос занимал должность спортивного директора в команде Lizarte.